# Nana Ama McBrown
Felicity Ama  Agyemang (Kumasi, 15 de agosto de 1977), más conocida como Nana Ama McBrown, es una actriz y presentadora de televisión ghanesa. Alcanzó la fama en su país a mediados de la década de 2000 con su participación en la serie de televisión Tentacles. Más adelante afianzó su imagen en los medios de Ghana al protagonizar la película en idioma twi Asoreba. En 2018 obtuvo una nominación en la categoría de mejor actriz protagónica en los Premios de la Academia del Cine Africano por su participación en la película cómica Sidechic Gang.

## Filmografía destacada

### Cine y televisión
- Nnipa ye bad
- Abro
- He Is Mine
- Tentacles[5]
- Madam Joan
- Nsem Pii
- Kumasi Yonko
- Odo Ntira
- Love Comes Back
- Kae Dabi
- Asoreba
- Wo Nyame som po ni
- Alicia
- Fools Paradise
- Dea Ade Wo No
- Girl Connection
- Playboy
- My Own Mother
- Friday Night
- Di Asempa (Osofo Maame)
- Asabea (The Blind Girl)
- Evil Heart
- The Pastor's Wife
- Pastors Club
- Onyame Tumi
- I Know My Rights
- The End
- Onyame ye Onyame
- John and John
- Sidechic Gang
- Aloe Vera (película)